# 单穗草
单穗草（学名：Dichanthium caricosum）为禾本科双花草属下的一个种。